# 堀江慎司
堀江 慎司（ほりえ しんじ、1972年 - ）は、日本の法学者。専門は刑事訴訟法。主要な研究テーマは、伝聞法則ほか刑事証拠法全般、刑事手続と犯罪被害者。京都大学法学部教授。

## 略歴
- 1972年 - 大阪府高槻市に生まれる
- 1994年 - 京都大学法学部卒業、京都大学大学院法学研究科助手（学士助手〈京都大学〉）
- 1997年 - 同助教授
- 2007年 - 同准教授
- 2008年 - 同教授

## 所属学会
- 日本刑法学会

## 著作

### 共著
- （井上正仁・長沼範良・酒巻匡・大澤裕・川出敏裕）『ケースブック刑事訴訟法』（有斐閣、初版2004年、第2版2006年、第3版2009年、第4版2013年）
- （宇藤崇・松田岳士）『刑事訴訟法 (LEGAL QUEST)』（有斐閣、2012年）
- （椎橋隆幸）編『よくわかる刑事訴訟法』（ミネルヴァ書房、2009年）

### 編著
- （三井誠・中森喜彦・吉岡一男・井上正仁）『鈴木茂嗣先生古稀祝賀論文集〔上巻・下巻〕』（成文堂、2007年）

## 論文
- 「「心理状態の供述」について」（『鈴木茂嗣先生古稀祝賀論文集〔下巻〕』451-485頁、成文堂、2007年5月12日）
- 「刑事手続上の被害者関連施策について―刑事裁判への「直接関与」の制度を中心に」（『法律時報』79巻5号77-83頁、日本評論社、2007年5月）
- 「刑事裁判への被害者参加の制度についての覚書―被害者等による証人尋問・被告人質問を中心に―」（『法学論叢』162巻1〜6号243-273頁、2008年3月）
- 「刑事裁判の充実・迅速化」（『ジュリスト』1370号124-134頁、有斐閣、2009年1月）
- 「刑訴法三二八条再論」（『法学論叢』164巻1〜6号419-448頁、2009年3月）
- 「訴因の明示・特定について」（『研修』737号3-20頁、誌友会研修編集部、2009年11月）
- 「訴因変更の要否について」（『三井誠先生古稀祝賀論文集〔下巻〕』585-607頁、有斐閣、2012年1月）
- 「伝聞証拠の意義」（『刑事法ジャーナル』31号37-46頁、成文堂、2012年2月）
- 「伝聞法則と供述調書」（『法律時報』84巻9号29-35頁、日本評論社、2012年8月）

## その他
- 「コメント：長瀬敬昭『被告人の真実解明への積極的協力と量刑』について」（判例タイムズ1286号84-89頁）
- 「同意書面・合意書面」ほか2件（『よくわかる刑事訴訟法』174-179頁）
- 「電話検証」（『警察基本判例・実務200』290-291頁）
- 「コメント：杉田宗久『量刑事実の証明と量刑審理』について」（判例タイムズ1313号70-75頁）
- 「第6修正の対面条項の射程をめぐる最近の判例」（『アメリカ法』2010-1号106-120頁）
- 「余罪と量刑」ほか8件（『判例講義憲法Ⅱ』160-164,166-168,173,175頁）
- 「一事不再理の効力」（『法学教室』364号40-45頁）
- 「宿泊を伴う取調べ」（『刑事訴訟法判例百選〔第9版〕』16-17頁）
- 「証人の証言拒絶と刑訴法321条1項2号前段の供述不能」（『新・判例解説Watch／2012年4月』171-174頁）

## 役職
- 司法試験考査委員
- 法制審議会少年法部会幹事
- 法務省「平成19年改正刑事訴訟法等に関する意見交換会」委員